# Myiomela
Myiomela är ett släkte med asiatiska fåglar i familjen flugsnappare inom ordningen tättingar. Idag urskiljs mellan tre och fyra arter i släktet, beroende på auktoritet, förekommande från Indien till Taiwan och Java:
- Vitstjärtad näktergal (M. leucura) 
  - "Kambodjanäktergal" (M. [l.] cambodiana)
- Javanäktergal (M. diana)
- Sumatranäktergal (M. sumatrana)

Tidigare har arterna inkluderats med blåpannad visseltrast i släktet Cinclidium, men DNA-studier visar dock att dessa inte är varandras närmaste släktingar. Vidare fördes tidigare ofta även arterna i släktet Sholicola (idag kallas keralaflugsnappare och rostsidig flugsnappare hit). Dessa är dock avlägset släkt, nära flugsnapparna i Cyornis.